# Mongolmålla
Mongolmålla (Chenopodium karoi) är en amarantväxtart som först beskrevs av Josef Murr, och fick sitt nu gällande namn av Paul Aellen. Mongolmålla ingår i släktet ogräsmållor, och familjen amarantväxter. Arten förekommer tillfälligt i Sverige, men reproducerar sig inte.